# 周刚 (院士)
周刚（1964年6月–），湖南涟源人，国防爆炸力学工程专家。现任中国人民解放军63650部队司令员，少将军衔。
历任中国人民解放军63650部队研究室副主任、主任，研究所副总工程师、副所长、所长，总工程师。长期从事特种材料实验的技术研究和装备研发，在上述方向的理论研究、数值模拟、实验验证以及装备研制等工作中做出了突出贡献。解决了重大工程难题，建立了试验场技术系统，研发了多型装备。主持了多项国防重大（点）科研项目、十余次重大国防科研试验任务与工程项目。2021年评选为中国工程院院士。